# 大坑 (南投縣)
大坑，是台灣南投縣竹山鎮的一個傳統地域名稱，位於該鎮中部偏北。相較於今日行政區，其範圍大致包括中山里東南部、秀林里。

## 歷史
台灣清治末期至日治初期，大坑地區為一街庄，稱為「大坑庄」，隸屬於沙連堡。該庄北與林杞埔街、豬頭棕庄為鄰，東與筍仔林庄為鄰，東南與大鞍庄為鄰，南邊及西南邊為田仔庄，西邊為下崁庄、竹圍仔庄。
1901年（日治明治三十四年）11月，全台廢縣廳改設二十廳，該庄隸屬於斗六廳。1903年（明治三十六年）6月，該庄編入「林圮埔區」，隸屬於南投廳。1909年（明治四十二年）10月，合併二十廳為十二廳，林圮埔區改隸屬於南投廳。1920年（大正九年），全台地方制度大改正，廢十二廳改設五州二廳，該庄改制為「大坑」大字，隸屬於臺中州竹山郡竹山庄。1931年，竹山庄升格為竹山街。
戰後竹山街改制為竹山鎮，隸屬於臺中縣，大字亦改制為里。1950年10月，中、彰、投分治，竹山鎮改隸屬南投縣。

## 聚落
本地區發展較早的聚落有白廟仔、中心崙（西）、大坑、沙封（抄封）、頂林、獇仔藔、中心崙（東）等，在日治期初期的官方地圖上已有記載。此外，本地區尚有柿子林、嶺腳等聚落。

## 交通
省道台3線（大明路、集山路三段）俗稱「內山公路」，是臺北至屏東的幹道，大致以東北東—西南西走向繞大彎轉東北微北—西南微南走向再轉東南東—西北西走向經過本地區北部西側凸出部分邊界外不遠處。由該道路向東北東轉北北東經國道3號竹山交流道連絡道路口後轉西北微北再轉北可前往名間、南投、草屯、霧峰等地；向西北西可前往林內、斗六、古坑、梅山等地。
鄉道投48線（大智路）是竹山至延和國中的道路，大致以東北—西南走向繞大彎轉東南—西北走向經過本地區北部西側凸出部分的北端。由該道路向東北可前往豬頭棕西北部、埔心子並止於省道台3線路口；向西北可前往竹圍子並止於縣道149號轉角路口。
鄉道投49線（頂林路）是竹山至龍鳳峽的道路，其北側端點位於本地區北部西側凸出部分的鄉道投48線路口。由此向南南東轉東南微南蜿蜒而行，經鄉道投49-1線終點路口後續行，經嶺腳聚落後轉南再轉西南西出境，可前往田子東南部、大鞍南部、勞水坑東北部的龍鳳峽並止於鄉道投51線終點路口。
鄉道投49-1線（正東路）是過溪至田子的道路，其東側端點位於本地區中部偏西的鄉道投49線路口。由此向南南東繞大彎轉西再轉西南再轉西北，經一髮夾彎後轉東南再轉西再轉西南西出境後，轉北北西可前往田子、福興北部的過溪聚落並止於縣道149號路口暨鄉道投53線起點路口。

## 學校
- 竹山國中（南半部）
- 秀林國小